# Blue Moon Pathfinder
Blue Moon Pathfinder — американская лунная миссия по доставке посадочного модуля Blue Moon на поверхность Луны. Запуск которой запланирован в августе 2025.

## Полезная нагрузка
Будет нести SCALPSS полезная нагрузку, разработанную в НАСА, которая будет снимать процесс спуска. На основе этих снимков будет производиться анализ взаимодействия струи газа двигателя с лунной поверхностью. Прибор будет установлен в рамках контракта CLPS.